# 丹尼斯·塔诺维奇
丹尼斯·塔诺维奇（Danis Tanović，1969年2月20日-）是一名波黑电影导演和编剧。他的知名作品为2001年的《无人之地》，获得了奥斯卡最佳外语片。他是2003年康城影展的评委成员，他被广泛认为是波黑当代最杰出的电影人。2008年，他在萨拉热窝建立了草根政党Naša Stranka。
2013年的《三不管人生》赢得了第63屆柏林電影節評審團大獎銀熊獎。

## 电影作品

### 导演
- 歡迎光臨塞拉耶佛大飯店（2016）
- 三不管人生（2013）
- Prtljag（short）（2011）
- Cirkus Columbia（2010）
- Triage（2009）
- L'Enfer（2005）
- 11'09"01 September 11（2002）
- 三不管地帶（2001）
- Buđenje（1999）
- L'Aube（1996）
- The portrait of the artist in war（1994）

### 编剧
- 11'9''1 September 11（2002）
- No Man's Land（2001）
- Buđenje（1999）

### 作曲
- No Man's Land（2001）
- Triage（2009）

### 摄影师
- L'Aube'（1996）